# Phil Collen
Pour les articles homonymes, voir Collen.
 (novembre 2020).
Si vous disposez d'ouvrages ou d'articles de référence ou si vous connaissez des sites web de qualité traitant du thème abordé ici, merci de compléter l'article en donnant les références utiles à sa vérifiabilité et en les liant à la section « Notes et références ».

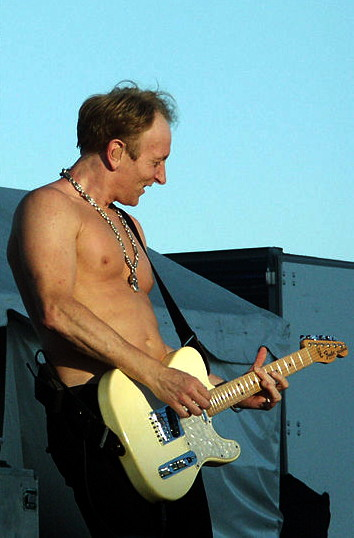
Phil Collen

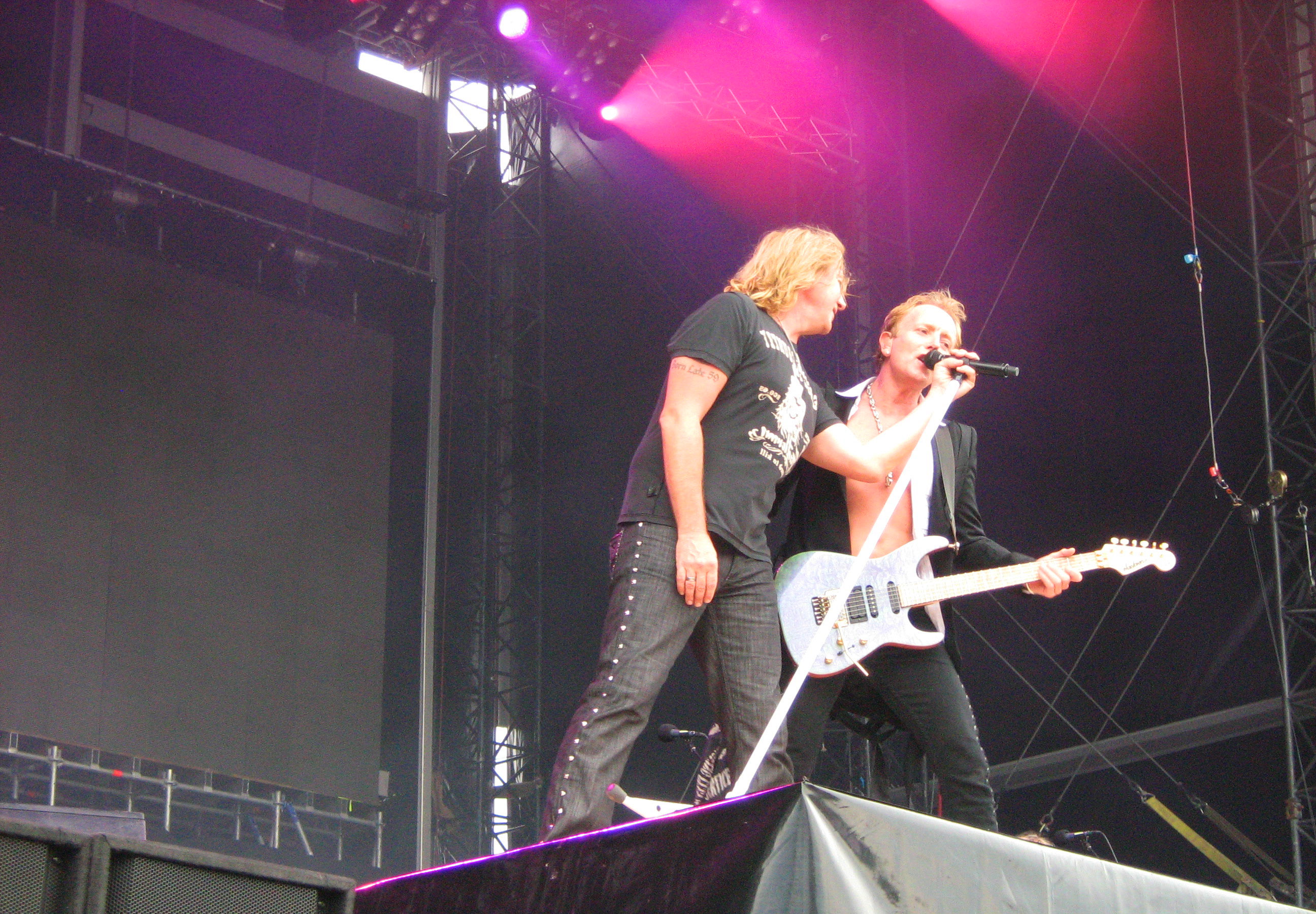
Phil Collen au Arrow Festival NL en 2008.

Philip Kenneth Collen dit Phil Collen, né le 8 décembre 1957 à Hackney (Londres) en Angleterre, est un des guitaristes du groupe Def Leppard depuis 1982 à la suite du départ de Pete Willis. Avant de rejoindre Def Leppard il a joué dans le groupe Girl. 
Guitariste technique et rapide, au sein de Def Leppard, il alterne les parties solistes et rythmiques avec Steve Clark puis plus tard avec Vivian Campbell. C'est lui qui assure la partie acoustique (Bringin' On The Heartbreak). Arrivé en 1982, il ne participe pas à l'élaboration de l'album Pyromania, mais il participera activement aux autres albums du groupe.
Lorsque Phil Collen est sur scène, il se montre torse nu.
En 2010, il épouse Helen L. Simmons, créatrice de mode.